# MTV Germany
MTV Germany, früher MTV Central, ist die deutsche Version des Fernsehsenders MTV.
Am 7. März 1997 begann MTV Central mit einem anfangs vierstündigen deutschen Programm (Select MTV, MTV Hot, MTV In Touch, MTV Hitlist Germany) und ergänzte damit das englischsprachige MTV Europe im deutschsprachigen Raum. Mit der Ausstrahlung von deutschsprachigen Sendungen begann MTV Deutschland Druck auf VIVA, seinen Hauptkonkurrenten auf dem Markt des deutschen Musikfernsehens, auszuüben. Der Sender war von 2011 bis 1. September 2014 ausschließlich via Sky zu empfangen. 2014 beendete MTV die Kooperation mit Sky und wechselte am 2. September 2014 zu HD+ und Telekom Entertain. Gleichzeitig stellte MTV seinen SD-Simulcast ein. MTV trat – bis zur Rückkehr ins Free-TV – damit als HD-only-Sender auf und war bis dahin nicht mehr in Standard-Qualität empfangbar.
Seit 7. März 2017 ist der Sender kostenlos über die eigene Website via Livestream empfangbar.
Für Januar 2018 war geplant, dass der Sender für Deutschland und Österreich wieder ins Free-TV zurückkehren sollte, aber bereits am 30. November 2017 schaltete Vodafone West (vorher Unitymedia) den Sender bei sich auf und seit 4. Dezember 2017 um 13 Uhr strahlt der Sender sein Programm wieder im frei empfangbaren Free-TV aus.

## Geschichte

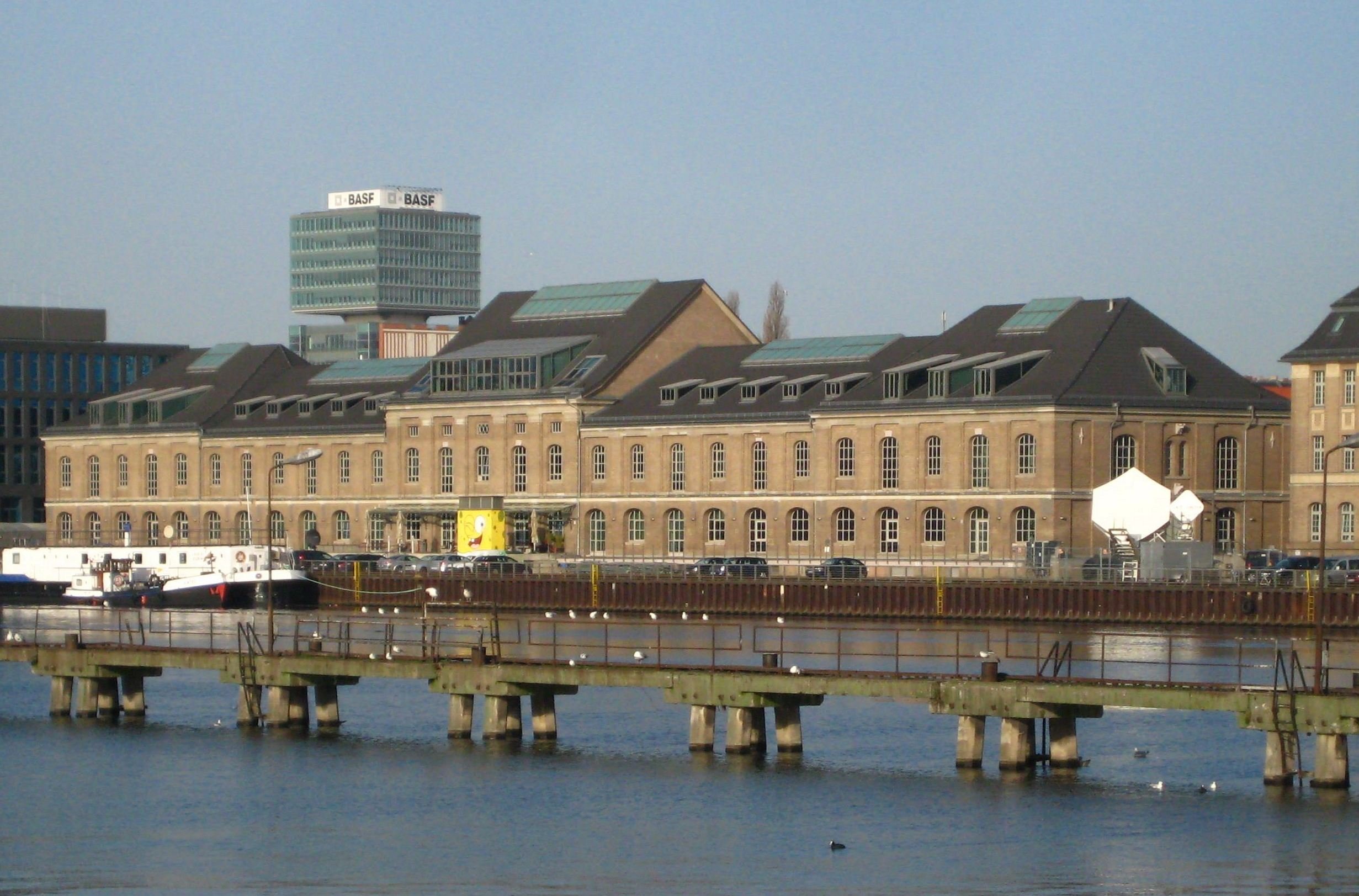
Ehemaliger Sitz von MTV Germany in Berlin (Stralauer Allee 6)

### 1997–2004: Deutsches MTV als Antwort auf VIVA
MTV Germany ersetzte MTV Europe in Deutschland und Österreich ab März 1997 im Kabelfernsehen und dem damaligen Pay-TV-Angebot DF1 und wurde damit der erste regionale MTV-Sender in Europa. Der Sender hatte seinen Hauptsitz von 1997 bis 1999 in Hamburg, von 1999 bis 2004 in München und ist seit 2004 komplett in Berlin beheimatet. MTV Germany begann unverschlüsselt ab 1999 auf der Satellitenfrequenz des eingestellten Kinderkanals Nickelodeon zu senden. Die regionalen MTV-Sender wurden seitdem immer weiter ausgebaut, so dass es 18 regionale MTV-Sender in Europa gibt, die ihr Programm an die entsprechende Musikkultur des jeweiligen Landes anpassen konnten. Im Laufe der Jahre gelang es MTV Germany, auf dem deutschen Fernsehmarkt verstärkt Marktanteile zu erobern und mit der Konkurrenz VIVA gleichauf zu schließen. Um den Druck auf VIVA zu erhöhen, startete MTV Networks Germany 2001 den Mainstreamkanal MTV2 Pop, welcher sich auf die Sparte Pop und Dance konzentrierte und so direkt gegen VIVA positioniert war.

### 2005–2010: Konsolidierung des Musikfernsehmarktes
Seit 2005 ist die MTV-Muttergesellschaft Viacom im Besitz des damaligen Konkurrenzsenders VIVA. Nach der Übernahme wurden die beiden MTV-Sender und die beiden VIVA-Sender neu komplementär positioniert. MTV Germany sollte „kantiger“ werden und hat seitdem ein eher auf das männliche Publikum abgestimmtes Programm. VIVA war dagegen fortan auf die Zielgruppe der weiblichen Zuschauer ausgerichtet.
Im Zuge der Sparmaßnahmen gegen Ende 2008 wurden diverse Sendungen eingestellt – unter anderem die moderierten Musiksendungen MTV Urban und MTV Rockzone, die anschließend nur noch als Webshow auf MTV.de zu sehen waren, sowie das eigenproduzierte Musikmagazin MTV Masters und das MTV News Mag mit Markus Kavka. 2010 wurde die Musikclipshow MTV Brand Neu beendet. Game One wurde im Dezember 2014 eingestellt und war die letzte noch moderierte deutsche Sendung im MTV-Programm.

### 2011–2017: Wechsel ins Bezahlfernsehen
Am 5. Oktober 2010 gab MTV bekannt, dass MTV Germany und MTV Austria nur noch als kostenpflichtige Abosender über digitale Kabel-, Satelliten- und IPTV-Plattformen zu empfangen sein werden. Eine Ausnahme bildet die Schweiz, in der das deutschsprachige MTV Schweiz weiterhin frei empfangbar ist. Dadurch wollte Viacom den Marktanteil des Senders VIVA erhöhen.
Um Punkt 3:00 Uhr am 1. Januar 2011 führte MTV die Verschlüsselung des Programms ein und sendete in der Zeit von 3:00 bis 6:00 auf den analogen Frequenzen eine Testtafel, die auf den Umzug von MTV ins Pay-TV hinwies. Um 6:00 Uhr übernahm VIVA die FTA-Frequenzen von MTV. Die ursprünglichen FTA-Frequenzen von VIVA entfielen.
Am 1. Juli 2011 übernahm man auch in Deutschland, Österreich und der Schweiz das neue Logo aus den USA. Auch die Pay-TV-Sender MTV Hits, MTV Music, MTV Dance, MTV Rocks und MTV NHD (ab 1. Juli MTV Live HD) bekamen den neuen Look.
Seit dem 16. Mai 2011 gibt es den kostenpflichtigen HD-Simulcast MTV HD Germany im HD-Paket des IPTV-Angebots Telekom Entertain.
Vom 29. Januar bis 31. August 2014 war die HD-Variante über den Pay-TV-Provider Sky Deutschland via Satellit empfangbar. Im Gegenzug wurde die SD-Version via Sky gestrichen.
Vom 2. September 2014 bis 3. Dezember 2017 wurde MTV nur in HD vertrieben. Die SD-Verbreitung blieb bis Vertragsende mit den Kabelnetzbetreibern zunächst weiterhin bestehen. Die Empfangsparameter seit dem 2. September lauten 10.964 MHz horizontal (DVB-S2, Symbolrate SR 22 000, Fehlerkorrektur FEC 2/3, 8PSK). MTV HD war seitdem, bis 20. Oktober 2015, nur als kostenloses Zusatzangebot – zugleich kein Bestandteil des HD+-Senderpaketes selber – mit dem Pay-TV-Paket von HD+ zu empfangen. Ein weiterer Empfang über Sky Deutschland war dadurch nicht gegeben. Von 4. September 2014 bis zum 10. September 2014 war MTV Germany für kurze Zeit über Magine TV verfügbar. Vom 25. November 2014 bis 3. Dezember 2017 gab es MTV auch bei Kabel Deutschland nur noch in HD. Seit Juni 2015 in Österreich auch über HD Austria und auch über Sky mit HD Austria Paket. Senderfrequenz 10.964 MHz horizontal (DVB-S2, Symbolrate SR 22 000, Fehlerkorrektur FEC 2/3, 8PSK)
Am 1. Oktober 2015 wurde das Programm von MTV Germany und MTV Switzerland angeglichen, alle deutschsprachigen Länder sahen fortan das gleiche Programm. Diese Umstellung ging mit einer weiteren Kürzung des Musikprogramms einher. Strahlte das alte, eigenständige MTV Germany von ca. 2 Uhr bis 14:30 Uhr, also ca. 12,5 Stunden Musikvideos aus, wurden diese beim gemeinsamen Programm nun von ca. 3 Uhr bis 12 Uhr ausgestrahlt, also nur noch rund 9 Stunden. In den ersten Tagen nach der Umstellung testete MTV auch ein Konzept, die Musiksendungen bereits um 9 Uhr morgens zu beenden und mit den Reality-Sendungen zu beginnen, also das Musikprogramm sogar auf nur noch 6 Stunden zu kürzen. Dieses Konzept wurde bereits nach kurzer Zeit verworfen.
Seit dem 21. Oktober 2015 ist MTV HD ein offizieller Sender des HD+-Pakets, damit ist es auch für Kunden des Pay-TV-Anbieters Sky wieder möglich MTV HD zu empfangen, sofern diese ein HD+-Abo gebucht haben.
Im Februar und März 2017 sendete MTV von 07:55 bis 9 Uhr ein Teleshopping-Fenster und kürzte während dieser Zeit das Musikprogramm auf ca. 8 Stunden.

### 2017–heute: Rückkehr als frei empfangbares Musikfernsehen
Seit dem 4. Dezember 2017 um 13:00 Uhr strahlt der Sender sein Programm wieder im frei empfangbaren Free-TV aus. Bereits ab dem 22. November 2017 wurden auf der neuen Astra-Satellitenfrequenz Musikvideos in Dauerschleife ohne Werbeunterbrechung gezeigt. Darüber wurde ein Laufband eingeblendet, welches die Rückkehr MTVs in das frei empfangbare Fernsehen ankündigte.
Im Zuge einer Neugestaltung des On-Air Designs wurde auch das Programm überarbeitet.
Schrittweise vergrößerte sich der Musikanteil bis zum 1. November 2018 auf nun circa 80 % der täglichen Sendezeit, von 01:30 Uhr bis 21:15 Uhr werden variierende Musikstrecken gezeigt.
MTV sendete von dem 1. November 2018 bis ins Jahr 2024 von 1 Uhr bis 4 Uhr eine Dauerwerbesendung. Die Musikstrecken laufen seitdem täglich mit Ausnahme Samstag von 4 bis 20 sowie von 0 bis 1 Uhr. Samstags wird auf die Entertainment-Schiene von 20 bis 0 Uhr verzichtet und durchgehend ein Musikprogramm gesendet. Somit beträgt der Musikanteil etwa 70 %. MTV Germany bekam am 14. September 2021 ein neues Logo sowie MTV Base, MTV Classic, MTV Music, MTV Hits und Club MTV ein neues On-Air-Design.
Anlässlich des 25. Geburtstags von MTV Germany wurde das kuratierte Musikprogramm ab dem 7. März 2022 Schritt für Schritt ausgebaut. Clipstrecken wie Guess The Year, MTV In The Mix und MTV 80s/90s/00s wurden flankiert mit Genresendungen wie Alternative Nation, MTV Amour, Party Zone und Chill Out Zone sowie monothematischen Formaten wie MTV Collection, 3 From 1 und MTV All Nighter. Ergänzt wurde das Musikprogramm durch britische Eigenproduktionen wie Fresh Out with Becca Dudley und Gonzo with Jack Saunders, Zulieferungen aus den USA wie MTV Unplugged und Behind the Music sowie Eventübertragungen von den EMAs, VMAs und Isle of MTV. MTV warb zuletzt damit, täglich mehr als 20 Stunden Musikprogramm auszustrahlen.
Nachdem im ersten Schritt die britischen Eigenproduktionen eingestellt wurden, wurde ein Großteil der kuratierten Formate am 11. August 2025 aus dem Programm genommen. Eine öffentliche Vorankündigung, etwa durch die Presseabteilung, gab es nicht. Lediglich die Playlisten dieser Formate deuteten in der Vorwoche auf das Ende hin. Zur selben Zeit wurde der MTV-Mutterkonzern Paramount Global von Skydance Media übernommen; ein Vorgang, der konzernweit mit umfangreichen Kürzungen einherging.
Bis auf Weiteres strahlt MTV Germany weiterhin überwiegend Musikvideos aus.

## Senderlogo

MTV-Senderlogo bis 30. Juni 2011
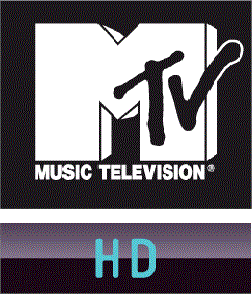
MTV HD-Senderlogo von 16. Mai 2011 bis 30. Juni 2011
MTV HD-Senderlogo von 1. Juli 2011 bis 30. September 2013
MTV HD-Senderlogo von 1. Oktober 2013 bis 13. September 2021
MTV-Senderlogo von 1. Juli 2011 bis 13. September 2021
Aktuelles MTV-Senderlogo seit 14. September 2021

## MTV+

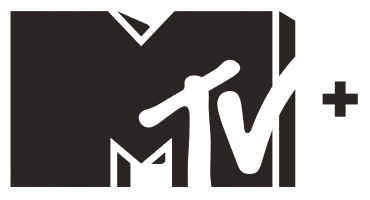
Logo von MTV+ Deutschland
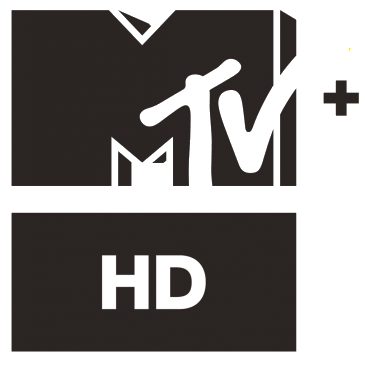
Logo von MTV+ Deutschland HD

Von 1. November 2018 bis 28. Februar 2021 war auf dem ehemaligen Sendeplatz von Nicknight Deutschland eine Timeshift-Version von MTV Germany unter dem Namen MTV+ aufgeschaltet, welche folglich zwischen 20:15 Uhr und 05:00 Uhr zu sehen war. MTV+ zeigte das reguläre MTV-Programm um eine Stunde zeitverzögert.
MTV+ sendete von 20:15 Uhr bis 05:00 Uhr, den Rest des Tages wird auf der gleichen Frequenz Nick Deutschland ausgestrahlt. Von 02:00 Uhr bis 04:00 Uhr wurde eine Dauerwerbesendung gezeigt.
Am 1. März 2021 um 5:00 Uhr wurde MTV+ eingestellt. Stattdessen wird nach Nick von 20:15 Uhr bis 01:00 Uhr nun der Kanal Comedy Central +1 gesendet. Dieser Kanal zeigt, wie zuvor MTV+ für MTV, das Programm von Comedy Central um eine Stunde zeitversetzt, ab 01:00 Uhr wird auf der gleichen Frequenz Nick Deutschland ausgestrahlt.
|                                                        | 00:00 Uhr | 02:00 Uhr         | 04:00 Uhr | 05:00 Uhr | 09:40 Uhr | 20:15 Uhr |
| ------------------------------------------------------ | --------- | ----------------- | --------- | --------- | --------- | --------- |
| 1. November 2018 bis 3. Februar 2019 (alle Wochentage) | MTV+      | Dauerwerbesendung | MTV+      | Nick Jr.  | Nick      | MTV+      |
| 4. Februar 2019 bis 1. März 2021 (alle Wochentage)     | MTV+      | Dauerwerbesendung | MTV+      | Nick      | Nick      | MTV+      |

## Einschaltquoten
| Jahr         | ab 3 Jahre | 14 bis 49 Jahre |
| ------------ | ---------- | --------------- |
| 2003         | 0,5 %      | k. A.           |
| 2004         | 0,4 %      | k. A.           |
| 2005         | 0,4 %      | 0,8 %           |
| 2006         | 0,4 %      | 0,9 %           |
| 2007         | 0,5 %      | 1,0 %           |
| 2008         | 0,5 %      | 0,9 %           |
| 2009         | 0,4 %      | 0,7 %           |
| 2010         | 0,4 %      | 0,8 %           |
| 2018         | 0,1 %      | 0,1 %           |
| 2019         | 0,1 %      | 0,3 %           |
| 2020         | 0,1 %      | 0,2 %           |
| Durchschnitt | ≈00,4 %    | ≈00,6 %         |

Bei allen Zuschauern blieben die Einschaltquoten durchaus auf einem konstanten Niveau, in der werberelevanten Zielgruppe schwankten die Werte. Sein stärkstes Jahr erreichte MTV 2007 mit 0,5 Prozent Gesamtmarktanteil und 1,0 Prozent in der Zielgruppe der 14- bis 49-Jährigen. Auch in den Jahren 2003 und 2008 konnte MTV 0,5 Prozent des Gesamtpublikums erreichen.
2011 bis 2017 konnten keine Quoten gemessen werden, weil MTV in dieser Zeit ein Pay-TV-Sender war und offiziell keine Quoten mehr ausgewiesen hat. Für 2018, also vor dem absehbaren Sendeende des Konkurrenten VIVA, wurden 0,1 Prozent in der Altersgruppe der 14- bis 49-Jährigen gemessen.

## Kritik
Kritisiert wurde MTV Networks Germany, da das Programm des Musiksenders MTV Germany tagsüber zwischenzeitlich in erster Linie aus Dokusoaps bestand und nur noch nachts klassische Musikstrecken aufweist. MTV Networks sprach selbst von einem „Jugendsender“ anstatt „Musiksender“. Die damalige Geschäftsführerin der MTV Networks Germany Catherine Mühlemann entgegnete der Kritik, dass „Journalisten keine Ahnung von der Zielgruppe haben“, das Programm von früher würde „heute keinen Jugendlichen mehr vom Hocker reißen“. Dass Themen wie Politik oder Jobprobleme nicht stattfinden, liege daran, „dass sich mit solchen Themen leider nicht besonders gute Quoten holen“ ließen. Kritiker sprachen gar vom Ende des „MTV-Zeitalters“ und dem „Tod des Musikfernsehens“. Der Frankfurter Kulturwissenschaftler Thorsten Wübbena sagte: „Die meisten Musikvideos werden im Internet angeschaut oder auf ein tragbares Abspielgerät geladen“, und „MTV und VIVA müssen aufpassen, dass sie in diesem Wandel nicht untergehen.“
Die Ausstrahlung der englischen Satireserie Popetown auf MTV Germany wurde von Politikern und Kirchenvertretern kritisiert. Auch andere Serien, wie etwa Jackass, Viva La Bam oder Fist of Zen verfügen über einen bewusst provokativen Inhalt und spalten die Meinung der Öffentlichkeit.
Nachdem bekannt geworden war, dass MTV Germany ab 2011 nur noch im Pay-TV empfangbar ist, bildeten sich zahlreiche Gruppen in sozialen Netzwerken, um gegen den Gang ins Pay-TV zu protestieren. Der Protest ging so weit, dass die Verantwortlichen von MTV sich bei Facebook den Fragen der Zuschauer stellten.
Nachdem im Juli 2001 der TV-Sender den 45-minütigen Dokumentarfilm MTV Masters von Fernsehjournalistin Leyla Piedayesh über die deutsche Rockband Böhse Onkelz ausgestrahlt hatte, komponierte die vierköpfige Rockgruppe einen Anti-Song gegen den Musiksender mit dem Titel Keine Amnestie für MTV, der im Frühjahr 2002 auf dem Album Dopamin erschien. In Bezug auf die mediale Berichterstattung von MTV über die rechtsextreme Vergangenheit der Frankfurter Rockband fühlten sich die Böhsen Onkelz von dem Musikkanal missverstanden und nicht korrekt wiedergegeben.

## Aktuelle Moderatoren
Seit 2020 sendet MTV Germany sein Programm gänzlich ohne Moderatoren.

## Ehemalige Moderatoren
- Ariane Alter (2007–2009) MTV News Mag, TRL
- Simone Angel (1997–1998) Dance Floor Chart Germany
- Alex Barbian (2019) Yo! MTV Raps Weekly Vibes
- Aminata Belli (2019) MTV Top 100, Yo! MTV Raps Weekly Vibes
- Gerd Bischoff (1999–2000) brand:neu
- Nils Böhme (1999–2001) MTV Sushi
- Nils Bomhoff (2009–2014) Game One
- Patrice Bouédibéla (1999–2009) Fett MTV, MTV Urban, brand:neu
- Uli Brase (2017–2019) MTV Buzz, MTV Top 100
- Daniel Budiman (2006–2014) Game One
- Jörg Diernberger (2000–2003) Unter Ulmen
- Anneke Dürkopp (2003)
- Nina Eichinger (2007–2009) MTV News Mag brand:neu, TRL
- Collien Fernandes (2001) Fashion Zone
- Phil Fuldner MTV Alarm, MTV Select
- Etienne Gardé (2009–2014) Game One
- Steven Gätjen (1997–1999) MTV News Highlights
- Pierre Geisensetter (1998–1999)
- Ina Géraldine (2000–2002) MTV Urban
- Jasmin Gerat (1998) MTV Alarm
- Christoph Göttsch (1998) MTV Select
- Andrea Günther (2006) MTV Rockzone
- Johanna von Halem (2000–2001) Hot@MTV
- Klaas Heufer-Umlauf (2009–2011) MTV Home, Beck’s Most Wanted Music
- Claudia Hiersche (1999–2001) MTV live aus Berlin, MTV Select
- Isabell Horn (2006) TRL
- Peter Imhof (1999–2000) MTV live aus Berlin, MTV Select
- Charlotte Karlinder (2003–2004) Mission MTV
- Tatiani Katrantzi (1998) MTV In Touch
- Markus Kavka (2000–2009) brand:neu, MTV News, MTV Spin, 20 Years On MTV, MTV Rockzone
- Verena Kerth (2004) US Charts
- Johanna Klum (2003–2005) TRL, Album Top 50
- Jan Köppen (2017–2019) MTV Top 100
- Oliver Korittke (2005) Pimp My Fahrrad
- Caroline Korneli (2004–2006) Caro – Eine Frau geht steil, Kuttner.
- Michael Krabbe (2000) Hot@MTV
- Simon Krätschmer (2006–2014) Game One
- Stefan Kretzschmar (1999–2001) MTV Sushi
- Sarah Kuttner (2005–2006) Kuttner.
- MC Bogy (2019) Yo! MTV Raps
- Melissa Lee (2017–2019) MTV Top 100
- Stephan Michme (1998–2004) MTV Select
- Nandini Mitra (1997–2001) Fashion Zone, MTV Select, Beach House, 50:1, MTV In Touch
- Andreas Morgenstern (1999) emtevau
- Tom Novy (2003–2005) Dance Floor Charts, Streetlife, Battle of DJ’s, Nightlife
- Claire Oelkers (2007–2008) MTV News Mag, brand:neu, TRL
- Eva Padberg (2002) Designerama
- Jana Pallaske (2003–2004) MTV News Mag
- Karolin Peiter (2006–2008) MTV News Mag, TRL, brand:neu
- Kimsy von Reischach (1997–1998) MTV Select
- Palina Rojinski (2009–2011, 2019) MTV Home, Beck’s Most Wanted Music, Yo! MTV Raps
- Sophie Rosentreter (1998–2002) MTV In Touch, Hacienda, MTV Select
- Tobias Schlegl (2006) Kick it like Schlegl
- Christoph Schlingensief (2000) U 3000
- Dieter „Dida Dodder“ Schmidt (1998) Fett MTV
- Hanna Scholz (2017–2019) MTV Top 100
- Thomas „Jumbo“ Schreiner Fett MTV Streetshow
- Markus Schultze (2000–2006) MTV Select, brand:neu
- Nevo Souleiman (2000) brand:neu
- Holger Speckhahn (1997–1998) MTV In Touch, Fashion Zone
- Vanessa Struhler (2004) Streetlife, Soul Of MTV
- Benjamin von Stuckrad-Barre (2000–2001) Lesezirkel
- Rob Szymoniak (2001–2005) MTV Select, Hot@MTV, MTV Weltweit, Dance Floor Charts
- Hadnet Tesfai (2008–2010) TRL, MTV Urban, brand:neu, Beck’s Most Wanted Music
- Ben Tewaag (2002–2004) MTV Freakshow, Mission MTV
- Max von Thun (1999) MTV Kitchen
- Nora Tschirner (2001–2006) Ulmens Auftrag, MTV News Mag
- T-Zon (Christoph Thesen) (2017–2018) Top 100
- Christian Ulmen (1997–2005) MTV Hot, MTV Alarm, Unter Ulmen, Ulmens Auftrag
- Julia Valet (1997–1998) MTV Hot
- Mirjam Weichselbraun (2002–2007) MTV Select, TRL, brand:neu
- Joachim Winterscheidt (2005–2011) TRL, MTV Home, Beck’s Most Wanted Music
- Anastasia Zampounidis (1999–2005) MTV Select, TRL

## Deutsche VJ auf MTV Europe
Folgende deutsche Videojockeys waren auf MTV:
- Kristiane Backer (1989–1996) Party Zone, Coca Cola Report, European Top 20, Awake on the Wild Side
- Ingo Schmoll (1993–1996) Cinematic, First Look, Greatest Hits